# 新YNN NMB48 CHANNEL
『新YNN NMB48 CHANNEL』（しんワイエヌエヌ エヌエムビーフォーティーエイト チャンネル）は、吉本興業株式会社が運営する動画配信サービスの名称。
本項では、同名のYouTubeチャンネルを改編して始められた『裏なんばちゃん』についても記載する。

## 概要
アイドルグループ・NMB48のオリジナルコンテンツを制作・配信する動画配信サービス。現在はニコニコチャンネルでサービスが提供されており、会員向けに月6本程度の収録番組の配信と、月2回の生配信が行われる。過去に公開された動画は会員であれば全て視聴することができる。
NMB48メンバーの特技・個性を活かした番組や、メンバー自身が考えた企画、舞台裏に関する動画などが配信される。
メンバーとの距離が近いコンテンツであるため、メンバーからは「最下層メディア」「1番頑張らなくていいコンテンツ」などと呼ばれ親しまれている。
2018年4月から2024年5月までは同名のYouTubeチャンネルで、小ネタ動画やゲームプレイ配信等の、会員向けとは異なるコンテンツが不定期で配信されていた。現在は同チャンネルの名称を『裏なんばちゃん』へと改名し、当初とは異なる運用がされている（後述）。
ひかりTVで提供されていたチャンネル「Kawaiian for ひかりTV 4K」がサービス終了した際に、同チャンネルで放送されていたNMB48が出演する番組の一部が本チャンネルに引き継がれた（後に終了、又は他の放送媒体に移行された。）。

### チャンネル名の変遷
サービス開始当初は『NMB48チャンネル』と表記され、動画内に表示されるチャンネルロゴは、NMB48のグループロゴに「CHANNEL」という文字を入れたものだった。会員や出演者からは、当時の配信プラットフォームである「YNN」がチャンネルの略称として使われていたこともあり、『YNN NMB48 CHANNEL』と表記することが定着した。
2018年にコンテンツの見直しが行われ、4月をもって収録で行われていたレギュラー番組が全て終了。翌5月から生配信で行われるレギュラー番組が2本新設され、従来形式の生配信番組を含めた生配信を中心とするサービスへと転換。それに伴いチャンネル名を『新YNN NMB48 CHANNEL』に改名した。しかし、改編後のコンテンツは会員からの評判が思わしくなかったため、新設されたレギュラー番組は共に第3回で終了。改編の4か月後には収録で行われるレギュラー番組が再開し、徐々に元の形へと戻していった。2021年9月にはレギュラーのロケ番組が再開され、以降は改名以前と同じ配信体制となっている。
2019年に配信プラットフォームを「YNN」からニコニコチャンネルへ移したが、チャンネル名には変わらず「YNN」が付けられている。

## 沿革
2013年8月29日 動画配信サイト「YNN」の一カテゴリとして「NMB48チャンネル（YNN NMB48 CHANNEL）」がサービス開始。
2018年4月29日 生配信番組「YNN（終）」内にてチャンネル名を「新YNN NMB48 CHANNEL」へ変更することを発表。同時にYouTubeチャンネルを開設することを発表。
2019年7月26日 ニコニコチャンネルを開設。「YNN」と並行して運用される。
2019年12月20日 「YNN」のサービス終了に伴い、ニコニコチャンネルへ完全移行。
2024年5月20日 YouTubeチャンネルでの生配信にて、同YouTubeチャンネルの名称を「裏なんばちゃん」へ変更することを発表。

## 収録番組
収録番組は1本完結のレギュラー番組と、複数回に亘って行われるロケ番組を中心に、毎月複数本配信される。下記タイトル以外にも単発の企画が行われることもある。
月の配信スケジュールが前月末-月初にチャンネルのトップページにて発表される。公開日の21時に配信が開始される。

### レギュラー番組
レギュラー番組は各タイトルの最新回が月に1本配信される。生配信番組やロケ番組の中で番外編が行われることもある。
| レギュラー番組                         | レギュラー番組                                                     | レギュラー番組 | レギュラー番組                 | レギュラー番組 |
| タイトル                               | レギュラー出演者                                                   | 内容 | 配信期間                       | 配信回数       |
| -------------------------------------- | ------------------------------------------------------------------ | --- | ------------------------------ | -------------- |
| 三田画伯の部屋                         | 三田麻央                                                           | 絵を描くことを特技としている三田麻央がメンバーの似顔絵を描く。                                                                         | 2013年10月8日 - 2019年2月22日  | 64             |
| 村上文香「気象予報士になったんで～!!」 | 村上文香                                                           | 気象予報士試験の合格を目指す村上文香に密着する。                                                                                       | 2014年2月25日 - 2014年9月30日  | 7              |
| キングオブコントへの道のり             | 大段舞依、渋谷凪咲、中野麗来                                       | キングオブコントに挑戦する大段舞依、渋谷凪咲、中野麗来に密着する。                                                                     | 2014年4月8日 - 2014年9月23日   | 5              |
| なっつラーメン アカシシカシラン        | 明石奈津子                                                         | ラーメン好きな明石奈津子がラーメン店の味をレポートする。                                                                               | 2014年5月28日 - 2016年3月11日  | 18             |
| 志琴～こここと～                       | 内木志                                                             | 琴が特技の内木志がゲストのリクエストした曲を琴で演奏する。                                                                             | 2014年11月18日 - 2016年3月1日  | 15             |
| 古賀成美の「あまからさんが通る」       | 古賀成美                                                           | 激辛料理好きの古賀成美が激辛料理の辛さを評点する。                                                                                     | 2015年4月14日 - 2018年4月10日  | 36             |
| 古賀成美の「元祖あまからさんが通る」   | 古賀成美                                                           | 激辛料理好きの古賀成美が激辛料理の辛さを評点する。                                                                                     | 2018年9月7日 - 2019年11月22日  | 15             |
| みーれのきちんとつくろう               | 植田碧麗、林萌々香                                                 | 工作大好きな植田碧麗がメンバーに工作の楽しさを伝える。                                                                                 | 2016年2月16日 - 2016年10月2日  | 8              |
| 谷枝イングリッシュ                     | 上枝恵美加、谷川愛梨                                               | 英語が特技の上枝恵美加がメンバーの英語力を上げるため、英語のレッスンをする。                                                           | 2016年2月23日 - 2017年7月31日  | 15             |
| もぐもぐなーみ                         | 西仲七海、山尾梨奈                                                 | 西仲七海がゲストと共にデカ盛り店の料理を食べる。                                                                                       | 2016年11月29日 - 2017年3月7日  | 5              |
| みらいといっしょに冒険わんちゃん       | 溝川実来、久代梨奈                                                 | ペット好きメンバーがペットへの愛を語る。                                                                                               | 2017年4月25日 - 2017年11月21日 | 6              |
| いつかはうどん                         | 川上礼奈                                                           | 川上礼奈が後輩メンバーの魅力を引き出す。                                                                                               | 2017年6月6日 - 2018年4月17日   | 9              |
| 南ダンボール製作所                     | 南羽諒、村瀬紗英                                                   | ダンボール工作を特技とする南羽諒が、メンバーの悩みをダンボールを使って解決する。                                                       | 2018年9月21日 - 2020年12月23日 | 19             |
| PumpUp!おもちちゃん                    | 梅山恋和                                                           | お餅が大好きな梅山恋和がお餅のCMを目指し、様々なお店のお餅を食べに行きレポートする。                                                   | 2018年9月28日 - 2019年8月23日  | 12             |
| 熱血!ハイスクールウォーズ              | 大田莉央奈、泉綾乃、安部若菜、河野奈々帆                           | 大田莉央奈、泉綾乃、安部若菜、河野奈々帆の4名が様々なスポーツに挑戦する。                                                              | 2018年12月1日 - 2020年2月1日   | 14             |
| 直進行軍!堀ノ内                        | 堀ノ内百香、堀詩音                                                 | 堀ノ内百香と堀詩音がゲストと共に街ブラを行う。                                                                                         | 2019年4月2日 - 2019年9月6日    | 6              |
| ケイト取調室                           | 塩月希依音、鵜野みずき                                             | 塩月希依音がゲストに対し、メンバーからのタレコミやSNSでの情報について取り調べを行う。                                                  | 2019年9月24日 - 2023年8月22日  | 21             |
| ポクポク百景モグモグ旅                 | -                                                                  | メンバーが日本各地へ出向きロケをする。                                                                                                 | 2019年12月14日 - 2020年4月4日  | 16             |
| ムツゴレイさん                         | 上西怜、小嶋花梨                                                   | 上西怜が動物に扮したメンバーを愛でる。                                                                                                 | 2020年2月21日 - 2020年4月17日  | 3              |
| プラモ狂神音                           | 瓶野神音                                                           | 瓶野神音がプラモデルを作りながらゲストとトークをする。                                                                                 | 2021年6月29日 - 2021年9月28日  | 4              |
| ギター流して純喫茶                     | 隅野和奏、早川夢菜                                                 | マスターの隅野和奏と流しのギタリスト早川夢菜が来店したゲストの悩みを聞き、その話を元に作詞・作曲したオリジナルソングをプレゼントする。 | 2021年6月25日 - 2021年11月16日 | 6              |
| スポキン～Sports Kingdom～             | 坂下真心、坂田心咲、龍本弥生、田中雪乃、安部若菜、泉綾乃、山本望叶 | 坂下真心、坂田心咲、龍本弥生、田中雪乃の4名が様々なスポーツに挑戦する。                                                                | 2022年4月29日 - 継続中         | -              |
| 功夫が足りない!ミオちゃんサクちゃん    | 松野美桜、黒島咲花                                                 | 8期生最年長の松野美桜と、最年少の黒島咲花が共同作業で様々なことに挑戦する。                                                            | 2022年5月6日 - 2022年7月12日   | 3              |
| 吉見ロマンス堂                         | 吉見純音、前田令子                                                 | ピアノ占い師の吉見純音がゲストの悩みや疑問をピアノ占いで解決する。                                                                     | 2023年7月11日 - 2024年2月13日  | 8              |
| 張り込み専門刑事テンナとユマ           | 池田典愛、西由真                                                   | 張り込みの応援に来たメンバーに関するタレコミ情報を紹介。その後、過酷な事に挑戦する。                                                   | 2023年9月12日 - 2024年1月16日  | 5              |
| おだんご大将さえぽん                   | 宮崎紗衣                                                           | だんごが大好きな宮崎紗衣が様々なお店のだんごを食べに行く。                                                                             | 2025年2月11日 - 継続中         | -              |

### メンバープレゼンツ
メンバーのやりたいことを行うロケ番組。発案した企画が採用されたメンバーが4名参加。タイトルに名前がつけられているメンバーがMCとして番組を進行する。
| 2013年 | 2013年                                            | 2013年                                                     | 2013年                                | 2013年                                                                                      | 2013年 |
| 回     | タイトル                                          | 配信日                                                     | 参加メンバー                          | 内容                                                                                        | 備考   |
| ------ | ------------------------------------------------- | ---------------------------------------------------------- | ------------------------------------- | ------------------------------------------------------------------------------------------- | ------ |
| 1      | 岸野里香プレゼンツ 「大阪から東京まで楽しく行く」 | 2013年9月20日 2013年9月27日 2013年10月4日 2013年10月11日   | 岸野里香 山口夕輝 川上礼奈            | - 大阪～東京を楽しく移動したい - SAで楽しみたい - お寺で修行したい - 手打ちうどんを作りたい |        |
| 2      | 東由樹＆薮下柊プレゼンツ 「農業をやってみよう」   | 2013年10月25日 2013年11月1日 2013年11月8日 2013年11月15日  | 東由樹 薮下柊 村上文香                | - 田植えがしたい - コンバインに乗りたい - 秋の味覚狩りがしたい - 温泉に行きたい             |        |
| 3      | 高野祐衣プレゼンツ 「スポーツをやってみたい」     | 2013年11月22日 2013年12月6日 2013年12月20日 2013年12月27日 | 高野祐衣 沖田彩華 谷川愛梨 日下このみ | - ダブルダッチがしたい - バク転がしたい - バドミントンの試合がしたい                        |        |
| 4      | 太田夢莉プレゼンツ 「ゲームをしたい！」           | 2013年12月10日 2013年12月17日 2013年12月24日 2014年1月21日 | 梅原真子 太田夢莉 加藤夕夏 久代梨奈   | - UNO - ワニワニパニック - ジェンガ - ババ抜き                                              |        |

| 2014年 | 2014年                                                  | 2014年                                                     | 2014年                                  | 2014年 | 2014年               |
| 回     | タイトル                                                | 配信日                                                     | 参加メンバー                            | 内容 | 備考                 |
| ------ | ------------------------------------------------------- | ---------------------------------------------------------- | --------------------------------------- | --- | -------------------- |
| 5      | 上枝恵美加プレゼンツ 「動物とふれあいたい」             | 2014年1月17日 2014年1月31日 2014年2月7日 2014年2月21日     | 上枝恵美加 渡辺美優紀 上西恵 白間美瑠   | - 乗馬のライセンスが取りたい - ヒヨコとたわむれたい - は虫類とふれあいたい                                  | 白間美瑠は#2から参加 |
| 6      | 吉田朱里プレゼンツ 「モデルになりたい」                 | 2014年3月7日 2014年3月21日 2014年3月28日                   | 吉田朱里 木下春奈 室加奈子 小林莉加子   | - モデルになりたい - 衣装を作りたい                                                                         |                      |
| 7      | 門脇佳奈子プレゼンツ 「好きなことやりたいねん!」        | 2014年4月4日 2014年4月11日 2014年4月18日 2014年4月25日     | 門脇佳奈子 村瀬紗英 黒川葉月 川上千尋   | - フィギュアスケートがしたい - うなぎの蒲焼きを作りたい - 金魚すくいがしたい - 魚をさばきたい               |                      |
| 8      | 西村愛華プレゼンツ 「もっと京都をしってほしいどす」     | 2014年5月2日 2014年5月9日 2014年5月30日 2014年6月6日       | 西村愛華 林萌々香 井尻晏菜 沖田彩華     | - 京都の良さを伝えたい                                                                                      |                      |
| 9      | 小谷里歩プレゼンツ 「やりたいことマジでバラバラやねん」 | 2014年6月13日 2014年6月20日 2014年6月27日 2014年7月4日     | 小谷里歩 山岸奈津美 木下百花 照井穂乃佳 | - イチゴ狩りがしたい - アルバイトがしたい - ヒーローになりたい - いちご大福を作りたい                       |                      |
| 10     | 市川美織プレゼンツ 「つ・く・る」                       | 2014年7月11日 2014年7月18日 2014年8月1日 2014年8月8日      | 市川美織 三田麻央 矢倉楓子 山尾梨奈     | - アイスをつくりたい - カップケーキをつくりたい - レジンアクセサリーをつくりたい - 食品サンプルをつくりたい |                      |
| 11     | 近藤里奈プレゼンツ 「アメリカに行きたい」               | 2014年8月15日 2014年8月22日 2014年8月29日 2014年9月5日     | 近藤里奈 門脇佳奈子 岸野里香 三田麻央   | - キレイになりたい - ステーキを食べたい - フライドポテトを食べたい - 海に入りたい                           | グアムでの海外ロケ   |
| 12     | 河野早紀プレゼンツ 「何でもやります！」                 | 2014年9月26日 2014年10月3日 2014年10月10日 2014年10月17日  | 河野早紀 上西恵 石塚朱莉 武井紗良       | - ケーキを作りたい - 演技の勉強がしたい - 水族館に行きたい - 過酷なロケがしたい                             |                      |
| 13     | 久代梨奈プレゼンツ 「ハイテンションで行こう！」         | 2014年10月31日 2014年11月7日 2014年11月14日 2014年11月21日 | 久代梨奈 山田菜々 渋谷凪咲 内木志       | - ミニチュア模型を作りたい - アサイーボウルを食べたい - トランポリンをしたい - ティーカップに乗りたい       |                      |
| 14     | 太田夢莉プレゼンツ 「夢に向かってGO!GO!」               | 2014年11月28日 2014年12月5日 2014年12月12日 2014年12月26日 | 太田夢莉 吉田朱里 山内つばさ 須藤凜々花 | - ボイストレーニングをしたい - 料理を習いたい - 字を習いたい - 犬とたわむれたい                             |                      |

| 2015年 | 2015年                                            | 2015年                                                     | 2015年                                  | 2015年 | 2015年 |
| 回     | タイトル                                          | 配信日                                                     | 参加メンバー                            | 内容 | 備考 |
| ------ | ------------------------------------------------- | ---------------------------------------------------------- | --------------------------------------- | --- | --- |
| 15     | 薮下柊プレゼンツ 「元気に声出していこーぜ！」     | 2015年1月9日 2015年1月16日 2015年1月23日 2015年1月27日     | 薮下柊 磯佳奈江 大段舞依 中野麗来       | - お化け屋敷に行きたい - フットサルをしたい - 神戸を紹介したい - バッティングセンターに行きたい             | |
| 16     | 林萌々香プレゼンツ 「ハチャメチャで行こう」       | 2015年2月13日 2015年2月27日 2015年3月20日 2015年4月10日    | 林萌々香 谷川愛梨 矢倉楓子 城恵理子     | - アクティブな事がしたい - 一輪車に乗りたい - ヘアアレンジがしたい - 知らない街に行きたい                   | |
| 17     | 山田菜々プレゼンツ 「そうだ、白浜へ行こう」       | 2015年3月6日 2015年3月13日 2015年3月27日 2015年4月3日      | 沖田彩華 川上礼奈 三田麻央 山田菜々     | - 山田菜々卒業記念慰安旅行 in 白浜                                                                          | |
| 18     | 藤江れいなプレゼンツ 「ガチで楽しんじゃいなよ」   | 2015年4月24日 2015年5月9日 2015年5月15日 2015年5月29日     | 藤江れいな 村瀬紗英 植田碧麗 久代梨奈   | - パワースポットに行きたい - アスレチックで遊びたい - お寿司を握りたい - 家具を買いたい                     | |
| 19     | 須藤凜々花プレゼンツ 「先輩！遊びましょう」       | 2015年6月5日 2015年6月12日 2015年6月19日 2015年6月26日     | 須藤凜々花 古賀成美 西村愛華 明石奈津子 | - とにかく走りたい - バレーボールをしたい - 「しい茸ランドかさや」に行きたい - 太秦映画村に行きたい         | |
| 20     | YNNプレゼンツ 「バリバリ弾丸ツアー」              | 2015年7月12日 2015年7月17日 2015年7月24日 2015年7月31日    | 太田夢莉 矢倉楓子 林萌々香 薮下柊       | - バリ料理を食べたい - マリンスポーツがしたい - バリのダンスを踊りたい                                      | バリ島での海外ロケ NMB48新年会のビンゴ大会で用意されていた景品「ロケ付きアジア旅行権」をNMB48のマネージャーが獲得してしまったため、そのマネージャーに同行するというていで行われた。 |
| 21     | 石塚朱莉プレゼンツ 「おもろい感じでいきましょう」 | 2015年8月14日 2015年8月21日 2015年8月28日 2015年9月11日    | 石塚朱莉 井尻晏菜 松岡知穂 植村梓       | - ウォーターボールで遊びたい - DJをやりたい - アーチェリーをやりたい - 花嫁修業がしたい                     | |
| 22     | 白間美瑠プレゼンツ 「ルンルン気分でLet's Go!」    | 2015年9月18日 2015年9月25日 2015年10月2日 2015年10月9日    | 白間美瑠 古賀成美 西澤瑠莉奈 山口夕輝   | - 演技がしたい - アルバイトがしたい - アクティブな事がしたい - 滝行がしたい                                 | |
| 23     | 加藤夕夏プレゼンツ 「うかうかしとったら遊ぶで～」 | 2015年10月31日 2015年11月20日 2015年12月4日 2015年12月11日 | 加藤夕夏 石田優美 森田彩花 木下百花     | - かくれんぼがしたい - 女の子とデートがしたい - 芋掘り＆みかん狩りがしたい - ハロウィンのお菓子を作りたい   | 木下百花のデート相手として内木志と植田碧麗も参加 |
| 24     | 木下百花プレゼンツ 「大阪下町グルメツアー」       | 2015年12月18日 2015年12月25日 2016年1月8日                 | 木下百花 村瀬紗英 植村梓                | - 美肌になれる下町グルメ - ふれ合って楽しむ下町グルメ - 村瀬がもてなす極上グルメ - とっても可愛い下町グルメ | 参加募集して当選したファン一名も参加。 |

| 2016年 | 2016年                                            | 2016年                                                               | 2016年                                | 2016年                                                                                            | 2016年 |
| 回     | タイトル                                          | 配信日                                                               | 参加メンバー                          | 内容                                                                                              | 備考   |
| ------ | ------------------------------------------------- | -------------------------------------------------------------------- | ------------------------------------- | ------------------------------------------------------------------------------------------------- | ------ |
| 25     | 古賀成美プレゼンツ 「姉さんありがとう」           | 2016年1月15日 2016年1月22日 2016年1月29日 2016年2月4日 2016年2月29日 | 門脇佳奈子 岸野里香 古賀成美 小谷里歩 | - 城崎温泉卒業旅行                                                                                |        |
| 26     | 武井紗良プレゼンツ 「極める」                     | 2016年3月4日 2016年3月18日 2016年3月25日 2016年4月1日                | 武井紗良 石塚朱莉 久代梨奈 松村芽久未 | - 何でも極める - 声優を極める - アクションを極める - タイキックを極める                           |        |
| 27     | 中野麗来プレゼンツ 「ヤバイよヤバイよ」           | 2016年6月17日 2016年6月24日 2016年7月1日 2016年7月15日               | 中野麗来 川上礼奈 堀詩音 安田桃寧     | - 大阪観光がしたい - かき氷を食べたい - フランス人形になりたい - 出川哲朗になりたい               |        |
| 28     | 西仲七海プレゼンツ 「ビッグウェーブを起こそう」   | 2016年8月12日 2016年8月19日 2016年8月26日 2016年9月2日               | 西仲七海 岸野里香 渋谷凪咲 内木志     | - 美味しいお寿司が食べたい - 飴細工を作りたい - 浴衣を着て夜景を見たい - ピクニックをしたい       |        |
| 29     | 城恵理子プレゼンツ 「気分は上々！」               | 2016年9月9日 2016年9月16日 2016年9月23日 2016年9月30日               | 城恵理子 須藤凜々花 山尾梨奈 本郷柚巴 | - ラップがしたい - 体が柔らかくなりたい - パンを作りたい - 京都の夏を楽しみたい                   |        |
| 30     | 川上千尋プレゼンツ 「秋のわくわくジャンプ！」     | 2016年10月7日 2016年10月14日 2016年10月21日 2016年10月28日           | 川上千尋 東由樹 藤江れいな 三田麻央   | - 大阪の商店街に行きたい - 工場夜景を撮りたい - カスタムドールがしたい - 秋の味覚狩り競争がしたい |        |
| 31     | 村中有基プレゼンツ 「村中先輩にまかせなさーい！」 | 2016年11月4日 2016年11月11日 2016年11月18日 2016年11月25日           | 村中有基 小嶋花梨 水田詩織 山田寿々   | - 辛いものを食べたい - は虫類とふれあいたい - 足つぼマッサージに行きたい - 猫カフェに行きたい     |        |
| 32     | 植村梓プレゼンツ 「チェケラッチョでロケラッチョ」 | 2016年12月2日 2016年12月9日 2016年12月16日 2016年12月30日            | 植村梓 谷川愛梨 梅山恋和 上西怜       | - 竹馬がしたい - おもちを食べたい - 和菓子を食べ歩きたい - 体の矯正に行きたい                     |        |

| 2017年 | 2017年                                                    | 2017年                                                                   | 2017年                                  | 2017年 | 2017年                                                                       |
| 回     | タイトル                                                  | 配信日                                                                   | 参加メンバー                            | 内容 | 備考                                                                         |
| ------ | --------------------------------------------------------- | ------------------------------------------------------------------------ | --------------------------------------- | --- | ---------------------------------------------------------------------------- |
| 33     | 岩田桃夏プレゼンツ 「 わんぱくで行こう！」                | 2017年2月3日 2017年2月10日 2017年2月24日 2017年3月3日                    | 市川美織 岩田桃夏 加藤夕夏 林萌々香     | - 楽しいことをしたい - ブリを釣りたい - 癒やされたい - 唐揚げを食べたい                                              |                                                                              |
| 34     | 三田麻央プレゼンツ 「北陸ロマン紀行」                     | 2017年3月17日 2017年3月24日 2017年3月31日 2017年4月8日                   | 上西恵 藤江れいな 三田麻央 薮下柊       | - 卒業旅行ロケ in 北陸                                                                                               |                                                                              |
| 35     | 西澤瑠莉奈プレゼンツ 「世界を目指そう！」                 | 2017年4月21日 2017年4月28日 2017年5月12日 2017年5月19日                  | 西澤瑠莉奈 磯佳奈江 太田夢莉 上枝恵美加 | - サッカーで世界進出したい - ベースで世界進出したい - 護身術を習いたい - チェスで世界進出したい                      |                                                                              |
| 36     | 鵜野みずきプレゼンツ 「いきなり!ミステリーツアー」        | 2017年6月2日 2017年6月9日 2017年6月16日 2017年6月23日                    | 鵜野みずき 渋谷凪咲 山尾梨奈 安藤愛璃菜 | - 京都に行きたい - カバンを作りたい - ギャルになりたい - 鹿を呼び寄せたい                                            |                                                                              |
| 37     | 小嶋花梨プレゼンツ 「こじりん・ザ・YNN」                  | 2017年7月7日 2017年7月14日 2017年7月21日 2017年7月28日                   | 古賀成美 城恵理子 小嶋花梨 清水里香     | - 幼稚園の先生になりたい - 給食を食べたい - 城恵理子と仲良くなりたい - 忍者になりたい                                |                                                                              |
| 38     | 村瀬紗英プレゼンツ 「絶対キレイになってやる！」           | 2017年8月4日 2017年8月11日 2017年8月18日 2017年8月25日                   | 村瀬紗英 植村梓 大段舞依 森田彩花       | - マッサージを受けたい - 砂風呂に入りたい - キャバ嬢になりたい - サーフセットをしたい                                |                                                                              |
| 39     | 中川美音プレゼンツ 「みおんについてこーい！ウォォォー」   | 2017年9月8日 2017年9月15日 2017年9月22日 2017年9月29日                   | 中川美音 石塚朱莉 日下このみ 矢倉楓子   | - アスレチックに行きたい - UFOキャッチャーをやりたい - ボルダリングをやりたい - エアリアルヨガをやりたい             |                                                                              |
| 40     | 川上千尋プレゼンツ 「秋のわくわくジャンプ！2」            | 2017年10月6日 2017年10月13日 2017年10月20日 2017年10月27日 2017年11月3日 | 東由樹 川上千尋 林萌々香 三田麻央       | - 小顔矯正がしたい - スパイスカレーを作りたい - 幻想的な写真を撮りたい - スライムを作りたい                          | ロケ開始時間にメンバーが集まらなかったため、ロケ開始前の様子を映した#0も配信 |
| 41     | 内木志プレゼンツ 「魂込めてやるっきゃない!」              | 2017年11月10日 2017年11月17日 2017年11月24日 2017年12月1日               | 内木志 梅山恋和 本郷柚巴 溝川実来       | - アミューズメントパークで対決がしたい - 1日ボブになりたい - ブレイブボードを習いたい - インスタ映えする所に行きたい |                                                                              |
| 42     | 安田桃寧プレゼンツ 「一緒にロケ退治行ってくれますかー？」 | 2017年12月8日 2017年12月15日 2017年12月29日 2018年1月5日                 | 安田桃寧 岩田桃夏 渋谷凪咲 山田寿々     | - 格闘技を習いたい - 御朱印集めがしたい - 温かいお鍋が食べたい - 香水を作りたい                                      |                                                                              |

| 2018年 | 2018年                                                      | 2018年                                                 | 2018年                              | 2018年                                                                                              | 2018年                                                                               |
| 回     | タイトル                                                    | 配信日                                                 | 参加メンバー                        | 内容                                                                                                | 備考                                                                                 |
| ------ | ----------------------------------------------------------- | ------------------------------------------------------ | ----------------------------------- | --------------------------------------------------------------------------------------------------- | ------------------------------------------------------------------------------------ |
| 43     | 上西怜プレゼンツ 「みんなの笑顔をペロペロ！ペロリンチョ！」 | 2018年1月12日 2018年1月19日 2018年1月26日 2018年2月2日 | 明石奈津子 加藤夕夏 上西怜 水田詩織 | - DIYがしたい - 山登りがしたい - 犬とふれあいたい - バスケがしたい                                  |                                                                                      |
| 44     | 森田彩花プレゼンツ 「ブラモリタ」                           | 2018年2月9日 2018年2月16日 2018年2月23日 2018年3月2日  | 森田彩花 城恵理子 堀詩音 山尾梨奈   | - 小籠包を作りたい - プリクラを撮りたい - 水族館で餌やりがしたい - 陶芸をしたい                     |                                                                                      |
| 45     | 山本彩加プレゼンツ 「女の子って、ええやん」                 | 2018年4月6日 2018年4月13日 2018年4月20日 2018年4月27日 | 山本彩加 川上千尋 小嶋花梨 谷川愛梨 | - ネイルアートをしてみたい - スマホケースを作りたい - 舞妓さんになりたい - フルーツタルトを作りたい | この回をもってプレゼンツ企画は一旦終了したが、番組内で終了するとの言及はされていない |

| 2021年 | 2021年                                      | 2021年                                                     | 2021年                                | 2021年 | 2021年 |
| 回     | タイトル                                    | 配信日                                                     | 参加メンバー                          | 内容 | 備考 |
| ------ | ------------------------------------------- | ---------------------------------------------------------- | ------------------------------------- | --- | --- |
| 46     | 貞野遥香プレゼンツ 「久しぶりに遊ぼう」     | 2021年9月3日 2021年9月10日 2021年9月17日 2021年9月24日     | 安部若菜 貞野遥香 眞鍋杏樹 芳野心咲   | - ボルダリングをしたい - 美味しいかき氷を食べたい - 絶叫マシンに乗りたい - バーベキューがしたい                | 「新YNN NMB48 CHANNEL」に改名してからは初のプレゼンツ配信 休止していた間にグループに加入したドラフト3期生・6期生・7期生が初出演 |
| 47     | 和田海佑プレゼンツ 「大人の遊びをしよう」   | 2021年10月1日 2021年10月8日 2021年10月22日 2021年10月29日  | 塩月希依音 出口結菜 平山真衣 和田海佑 | - 大きいブランドバッグが欲しい - ストレスを発散したい - 占いがしたい - ろくろを回したい - 怖いところに行きたい | |
| 48     | 浅尾桃香プレゼンツ 「秋のドキドキツアー」   | 2021年11月5日 2021年11月12日 2021年11月19日 2021年11月26日 | 菖蒲まりん 中野美来 浅尾桃香 佐月愛果 | - マイクロブタとふれあいたい - 心が綺麗になる修行がしたい - 催眠術をかけられたい - トートバッグが欲しい        | |
| 49     | 李始燕プレゼンツ 「秋の魅力丸かじりツアー」 | 2021年12月7日 2021年12月14日 2021年12月21日 2021年12月28日 | 李始燕 小嶋花梨 本郷柚巴 眞鍋杏樹     | - 体を動かしたい - 秋の京都を感じたい - 肉寿司が食べたい - ビリヤードがしたい                                  | 眞鍋杏樹は#2から参加 |

| 2022年 | 2022年                                            | 2022年                                                     | 2022年                                | 2022年                                                                                                | 2022年                      |
| 回     | タイトル                                          | 配信日                                                     | 参加メンバー                          | 内容                                                                                                  | 備考                        |
| ------ | ------------------------------------------------- | ---------------------------------------------------------- | ------------------------------------- | --- | --------------------------- |
| 50     | 泉綾乃プレゼンツ 「神戸でアオハルやねん!」        | 2022年2月4日 2022年2月11日 2022年2月18日 2022年2月25日     | 泉綾乃 黒田楓和 上西怜 南羽諒         | - 動物とふれあいたい - 韓国料理が食べたい - 雪遊びがしたい - JKっぽいことがしたい                     |                             |
| 51     | 隅野和奏プレゼンツ 「大阪すっきゃねん」           | 2022年5月5日 2022年5月12日 2022年5月19日 2022年5月26日     | 坂田心咲 桜田彩叶 隅野和奏 早川夢菜   | - 自転車が欲しい - トランポリンがしたい - みんなでギャルメイクをしたい - 大阪の観光スポットに行きたい | 8期生がプレゼンツロケ初登場 |
| 52     | 瓶野神音プレゼンツ 「何したっていいんだよ」       | 2022年6月3日 2022年6月10日 2022年6月17日 2022年6月24日     | 瓶野神音 田中雪乃 前田令子 松野美桜   | - 潮干狩りがしたい - 癒しグッズがほしい - いちごを食べたい - スケボーがしたい                         |                             |
| 53     | 坂本理紗プレゼンツ 「夏だ!冒険だ!アツアツツアー」 | 2022年8月3日 2022年8月17日 2022年8月24日 2022年8月31日     | 安部若菜 坂本理紗 原かれん 松岡さくら | - ジップラインがしたい - 美味しい夏野菜を収穫したい - 美味しい塩タンが食べたい - ボードゲームがしたい |                             |
| 54     | 福野杏実プレゼンツ 「ふくふく！アミーゴツアー!」  | 2022年9月9日 2022年9月16日 2022年9月23日 2022年9月30日     | 池帆乃香 新澤菜央 福野杏実 平山真衣   | - パンダを見たい - 車の運転がしたい - ガラス工芸をしたい - スケバンになりたい                         |                             |
| 55     | 山本光プレゼンツ 「ピカピカ!秋気分」              | 2022年10月9日 2022年10月16日 2022年10月23日 2022年10月30日 | 山本光 出口結菜 和田海佑 芳野心咲     | - 文房具が欲しい - カワウソカフェに行きたい - 県外に行きたい - うなぎが食べたい                       |                             |
| 56     | 岡本怜奈プレゼンツ 「大人女子になりたいねん」     | 2022年11月11日 2022年11月18日 2022年11月25日 2022年12月2日 | 岡本怜奈 貞野遥香 塩月希依音 龍本弥生 | - 茶道をしたい - エアリアルヨガがしたい - モンブランを絞りたい - オリジナル香水を作りたい             |                             |

### GSGK 現地集合現地解散
メンバー4名で街ブラ等を行うロケ番組。メンバーが各々で指定された集合場所に出向いてロケを行い、撮影が終わるとその場で解散する。
メンバーの到着前から撮影が始まっており、全員が揃うとそのままロケが開始されるので、メンバーは私服＆自前メイクで出演する。 

### 主な不定期番組
コンサート舞台裏
コンサート時の舞台裏に設置された定点カメラの映像や、メンバーへのインタビューを配信する。
卒業記念企画
メンバーが卒業する際に、卒業旅行や対談等の卒業メンバーをフィーチャーした企画が行われる。
寝起き企画
宿泊を伴う旅企画の夜明け時は、その時ならではの企画が行われる。

### The eccentric short drama series
NMB48メンバーが出演するショートドラマシリーズ
ぬーさん
監督・脚本：諏訪雅、制作協力：ヨーロッパ企画
薮下柊、木下春奈、村瀬紗英が主演の全7話のショートドラマ。
本編の他に、生配信ドラマ「ぬーさん旅行に行く」、特別編「ぬーさん、江戸へ行く」も制作・配信された。
作品内で登場するキャラクター「ぬーさん」がチャンネル公式Twitterのアイコンとして使用されている。
非ホロノミック系 茶店のガール
監督・脚本：諏訪雅、制作協力：ヨーロッパ企画
太田夢莉、須藤凜々花、古賀成美、上西恵が主演の全7話のショートドラマ。

## 生配信
生配信は基本的に月2回行われる。
月初の配信スケジュール発表時点では配信内容や出演者などの情報は発表されず、配信日の数日前にチャンネル公式Twitterにて発表される。
配信後、1週間はタイムシフト視聴が可能。後日アーカイブ配信される。
毎回異なる企画が行われ、配信ごとに企画に因んだオリジナルの番組タイトルが付けられる。告知や配信内で使われるタイトルバナーが毎回作成される。
配信は事務所の一室から行われることが多いが、企画によってはハウススタジオや飲食店・遊技場等の外部施設が使われることもある。

### 主な企画
劇場公演実況
劇場公演が行われている裏で、他チームのメンバーがその公演をモニターで視聴しながら解説や雑談などを行う。
主に新公演の初日やメンバーの卒業公演で行われる。劇場外でのコンサート時に行われることもある。
クイズ企画
解答者がパネルに書かれている商品や食材などを選択してクイズを行い、正解すると獲得することができる。
高価なものであるほどクイズの難易度が上がる。
クッキング企画
出演メンバー各々がテーマに沿った料理を作る。
プロ野球女子会
プロ野球に関する企画を行う。主に阪神タイガースの話題が扱われる。
○○と思われる選手権
メンバーがテーマに沿った様々なことに挑戦し、最もテーマに当てはまったメンバーを視聴者アンケートによって選出する。

### 24時間配信
1期生の小笠原茉由と小谷里歩がチャンネル内の番組で、同じ1期生のりぃちゃん(近藤里奈)について24時間語りたいと言っていたところ、そのノリに乗っかる形ではじめられた。以降、冬の恒例行事となっている。
NMB48メンバーは何らかの形で全員が出演する。
| 回 | タイトル                   | 配信日                    | 総合MC               | 備考 |
| -- | -------------------------- | ------------------------- | -------------------- | --- |
| 1  | りぃちゃん24時間テレビ     | 2013年12月13日 - 12月14日 | 小笠原茉由、小谷里歩 | 村上文香による近畿各地からの生中継が行われた。 |
| 2  | りぃちゃん24時間テレビ2014 | 2014年12月17日 - 12月18日 | 小谷里歩             | ヨーロッパ企画が制作協力したオリジナル短編ドラマ「放課後の悪魔」が制作され、配信内で流された。 河野早紀による西日本各地からの生中継が行われた。                                                                  |
| 3  | りぃちゃん25時間テレビ     | 2015年11月26日 - 11月27日 | 小谷里歩             | 25時間の配信が行われた。 矢倉楓子による北海道からの生中継が行われた。 |
| 4  | ちゃん24時間テレビ?        | 2016年12月19日 - 12月20日 | 渋谷凪咲、薮下柊     | 吉田朱里による西日本各地からの生中継が行われた。 配信の裏で「NMB48 石塚朱莉 10時間 ドラゴンクエスト実況〜YNN裏放送〜」がニコニコ生放送で生配信された。                                                           |
| 5  | 24時間テレビちゃん         | 2017年12月22日 - 12月23日 | 林萌々香、古賀成美   | 大阪と東京の2拠点から配信が行われた。 沖田彩華による西日本各地からの生中継が行われた。 配信の裏で「24年桃鉄ちゃん」がYouTubeで生配信された。                                                                     |
| 6  | 難波新年!24時間ガール      | 2019年1月3日 - 1月4日     | 山尾梨奈、渋谷凪咲   | 川上礼奈による韓国からの生中継が行われた。 配信の裏で「なぞ部屋 Let's Go! お年玉大作戦」が大阪チャンネル公式Youtubeチャンネルで、配信終了直後に「難波新年!24時間ガール大反省会」が大阪チャンネルで生配信された。 |
| 7  | YNN24時間専門学校          | 2019年12月13日 - 12月14日 | 小嶋花梨、梅山恋和   | 堀ノ内百香・堀詩音による近畿各地からの生中継が行われた。 終盤の4コーナーはNMB48劇場で客入れをして行われた。 |
| 8  | YNN弐十四結界              | 2020年12月26日 - 12月27日 | 安部若菜、前田令子   | 「GLION MUSEUM」から配信が行われた。 |
| 9  | St.聖夜24                  | 2021年12月24日 - 12月25日 | 貞野遥香、出口結菜   | 配信開始前に事前企画として「カニゲーム」が、配信の裏で『「St.聖夜24」実況～アイドルのクリスマスの過ごし方～』がニコニコ生放送で生配信された。                                                                    |
| 10 | 24時間 青春ジャンプ        | 2022年12月23日 - 12月24日 | 平山真衣、隅野和奏   | 李始燕による東京からの生中継が行われた。 配信の裏で「NMB48李始燕(現役)と三田麻央(卒業生)のクリスマス女子会」がニコドルで生配信された。                                                                           |
| 11 | 24時間こたつみかん         | 2023年12月29日 - 12月30日 | 小嶋花梨、塩月希依音 | |
| 12 | 24時間 GO TO HELL          | 2024年12月28日 - 12月29日 | 青原和花、芳賀礼     | 配信の裏で「NMB48の関西最恐心霊スポット巡り2024 24時間 GO TO HELL出張編」がニコドルで生配信された。 |

### キャンプ配信
冬に24時間配信を行ったことで、夏にも何かしようということではじめられた。以降、夏の恒例行事となっている。
主に若い加入期のメンバーを中心に行われる。 
| 回 | タイトル               | 配信日                  | メインMC             | 備考 |
| -- | ---------------------- | ----------------------- | -------------------- | --- |
| 1  | なんでやねん、キャンプ | 2014年8月24日           | 門脇佳奈子、木下春奈 | 参加メンバーは山田チームM、上枝チームBII、研究生から選抜された21名。 NMB48劇場からの中継で、不参加メンバー4名によるコーナー間のつなぎ、及び山本チームN公演の実況配信が行われた。 |
| 2  | なんでやねんサバイバル | 2015年7月19日           | 門脇佳奈子、木下春奈 | 参加メンバーは上枝チームBIIメンバーを中心とした24名。 配信内でNMB48劇場から、不参加メンバー4名による山本チームN公演の実況配信が行われた。                                        |
| 3  | ウッホホ!ビーチ        | 2016年7月9日            | 白間美瑠、三田麻央   | 参加メンバーは藤江チームMの18名。 |
| 4  | GET WILD CAMP          | 2017年8月19日           | 村瀬紗英、矢倉楓子   | 参加メンバーはNMB48全メンバー。 配信の裏で「NMB48卓球グランプリ チーム対抗No.1決定戦2017 夏」がニコニコ生放送で生配信された。                                                    |
| 5  | ぷりぷりキャンプっぷ   | 2018年8月4日            | 塩月希依音           | 参加メンバーはドラフト3期生を中心とした23名。 |
| 6  | BACHI BACHI CAMP       | 2019年8月18日           | -                    | 参加メンバーはドラフト3期生と6期生を中心とした35名。 |
| 7  | 7 CAMP WAR             | 2021年10月16日          | 佐月愛果、隅野和奏   | 参加メンバーは7期生を中心とした28名。 配信の裏で『「7 CAMP WAR」実況』がYouTubeで生配信された。                                                                                  |
| 8  | キャンパチ合宿         | 2022年8月12日 - 8月13日 | 桜田彩叶、龍本弥生   | 参加メンバーは8期生を中心とした32名。 深夜の配信休止中にスピンオフ企画として「NMB48の関西最恐心霊スポット巡り」がニコドルで生配信された。                                        |
| 9  | 剛球キャンプ           | 2023年8月20日           | 芳賀礼、西田帆花     | 参加メンバーは9期生を中心とした31名。 配信開始前に本番前の様子がYouTubeで生配信された。                                                                                          |
| 10 | いかすキャンプ天国     | 2024年8月24日           | 三鴨くるみ           | 参加メンバーは10期生を中心とした30名。 |

### 大型生配信
生配信は通常90分、又は120分の配信枠で行われるが、稀に長時間に亘った配信が行われることがある。
三田麻央祭～8月のYNNの三田率w～5時間生配信SP!!
2014年8月13日に配信。NMB48 2ndアルバム「世界の中心は大阪や 〜なんば自治区〜」の発売を記念して行われたトーク企画。
ジケンだぜっ!!山田菜々24時「つなぎYNN」
2015年4月1日 - 4月2日に亘って行われたイベント「ジケンだぜっ!! 山田菜々24時!!」の各部の合間に配信。
映像配信がされていないイベント本編の様子を、イベントに出演したメンバーが舞台裏から伝えた。
夜中の山田菜々
2015年4月1日 - 4月2日に亘って行われたイベント「ジケンだぜっ!! 山田菜々24時!!」の休演時間であった深夜のつなぎとして行われた。
NMB48 リクエストアワー セットリスト ベスト100 2015 DancingBox & RelaxationRoom
2015年8月15日・16日に行われた「NMB48 リクエストアワー セットリスト ベスト100 2015」の開演中に配信。
舞台裏に設けられたリラクゼーションルームからメンバーがライブの実況をし、同時にステージの端に設置されたダンシングボックスでダンスをするメンバーの様子が配信された。
NMB48秋の大運動会「保健室 or TREAT」
2015年10月31日に行われたイベント「NMB48秋の大運動会」の開催中に配信。イベントの模様をメンバーが実況した。
YNNと行く!ウキウキ ダイナミックツアー生配信TURBO
2016年4月10日に配信。2015年10月31日に行われたイベント「NMB48秋の大運動会」で優勝した上枝チームBIIへのご褒美「国内慰安旅行」の模様が志摩スペイン村から配信された。
GOLDEN BBQ うどんの休日
2017年5月5日に配信。休日の川上礼奈宅へメンバーが訪れるという設定のもと、雑談や料理等をして自由に過ごす様子が配信された。
4夜連続！実況！観覧！NMB48劇場公演大賞！
2020年3月3日 - 3月6日の4日に亘って配信。無観客で行われた「川上チームN」「小嶋チームBII」「難波愛」「渋谷チームM」の公演を、公演に出ていないメンバーが審査・実況を行った。
各日「パフォーマンス賞」「MC賞」「優秀賞」「審査員特別賞」を審査員によって選出。4日間を通しての「最優秀賞」を劇場支配人が選出した。
なつリモ
2020年8月29日に配信。例年行われるキャンプに代わって行われた。
ビデオゲーム作品をモチーフとした企画で、メンバーがゲーム内キャラクターとして振る舞った。
NMB48 10th Anniversary LIVE 実況
2020年10月23日に行われた「NMB48 10th Anniversary LIVE ～心を一つに、One for all, All for one～」の開演中に配信。
ライブの模様をNMB48のOGメンバーが実況した。
すゑひろがりずが村瀬紗英卒コンを実況
2020年12月14日に行われた「NMB48 村瀬紗英卒業コンサート ～Happy Saepy Ending～」の開演中に配信。
ライブの模様をすゑひろがりずが実況した。
オーシャン流行語大賞
2021年7月22日に開催された「NMB48海の日イベント祭り」で行われた各種イベントの合間の繋ぎと、最後の締めとして配信。
全メンバーからアンケートをとった2021年上半期のNMB48に関する流行語を、「物」「言葉」「出来事」「人」の4部門に分けて発表された。
白間美瑠卒業コンサート実況
2021年8月15日に行われた「NMB48 白間美瑠卒業コンサート ～みるるん、さるるん、ありがとう♡～」の開演中に配信。
ライブの模様をNMB48のOGメンバーが実況した。

## YNN通信
メンバーが執筆するテキストコンテンツ。飲食店等に行った様子を画像を併せてレポートする。
チャンネルに関するお知らせも掲載される。

## 裏なんばちゃん
『裏なんばちゃん』（うらなんばちゃん、英字表記: URA NAMBA CHANNEL）は、NMB48メンバーが出演するバラエティコンテンツを配信するYouTubeチャンネル。
曜日ごとに異なるコンテンツが月曜日から金曜日に配信されている。
2024年5月20日に『新YNN NMB48 CHANNEL』のYouTubeチャンネルの生配信にて、バラエティに特化したチャンネルを立ち上げることを発表。
チャンネルは新規に開設されることはなく、同YouTubeチャンネルの名称を変更し、アカウントが引き継がれる形で始められた。 
コンテンツの配信は同日から開始された。
2024年6月8日からのニコニコ動画等のサービス停止により「新YNN NMB48 CHANNEL」がニコニコチャンネルでのコンテンツの配信が行えなかったため、同サイト復旧後、8月24日の生配信で再開するまでは、本YouTubeチャンネルで会員向けコンテンツの配信が無償で行われた。